# Masacre del 30 de agosto
La masacre del 30 de agosto de 1962 fue una serie de ejecuciones en masa entre los días 30 y 31 de agosto de 1962 ocurridas en la Fortaleza de San Carlos de La Cabaña en Cuba contra miembros de una conspiración que buscaba derrocar al gobierno de Fidel Castro.

## Antecedentes
El Comandante Evelio Francisco Pérez Menéndez (comandante Frank), en unión de Jesús Faraldo, se dieron a la tarea de crear el Frente Anticomunista de Liberación (FAL), con el propósito de coordinar esfuerzos con miembros de las Fuerzas Armadas Revolucionarias de Cuba y organizaciones clandestinas, para tomar La Habana y otros puntos de la Isla y derrocar al gobierno de Fidel Castro. En estas actividades Frank contacta con miembros de la Marina de Guerra, de la policía, algunos regimientos y organizaciones clandestinas como el movimiento 30 de Noviembre, la Unidad Revolucionaria, la Asociación Montecristi con Ricardo Olmedo Moreno. Frank hizo contacto a su vez con el Movimiento de Recuperación Revolucionaria con Héctor Fabian. También participaron personalidades conocidas a nivel nacional como Rufo López Fresquet, Felipe Pazos y Justo Carrillo Hernández. El Coordinador Nacional del Sector Obrero fue Manuel Fernández Granda (Aníbal).

## Conspiración

### Preparativos
Ya establecida la conspiración, decidieron tomar como fecha el 30 de agosto de 1962 a las 7 de la noche en La Habana. En puntos estratégicos civiles bloquearían las entradas a la capital con autos y camionetas para obstruir la entrada de transportes militares e interrumpiría el fluido eléctrico a las 10:00 p. m.
Se fabricaron brazaletes con el nombre del Movimiento, que fueron repartidos en la calle a los miembros de la conspiración en para que los usaran el día de la sublevación.  Juan Carlos Montes de Oca y Antonio Pons (Tony) fabricaron cocteles Molotov y situaron explosivos para dinamitar el puente Almendares y el Túnel de La Habana. La sublevación se iniciaría a las 9:00pm, cuando explotara la planta eléctrica de Tallapiedra y volaran el puente Almendares y el Túnel de La Habana. A esa misma hora,se reunirian en la Cuarta Estación de Policía, cuartel general de la sublevación, que se establecería allí.
Según el médico Alberto Fibla, quién cumplió 25 años de cárcel por aquella conspiración, el movimiento era de corte democrático. En dicha conspiración militaron hombres de todas las clases de Cuba. Por otro lado, partidarios del gobierno de Fidel Castro han acusado que este movimiento fue parte de la operación Mangosta.
Ventura Suárez Díaz sería el encargado de las operaciones en la capital. El jefe militar de la operación era Armando Álvarez Margüelles, Coronel Jefe de Plaza del regimiento del Cuartel Moncada que se opuso al golpe de Estado en Cuba de 1952. El plan era tomar las estaciones de policías y pequeñas estaciones militares en toda la isla y distribuir armas a elementos civiles contrarios al gobierno.El hecho de que estuvieran tantas organizaciones involucradas en la conspiración facilito la infiltración de los Órganos de Seguridad del Estado. Según Hiram Gonzalez dichas advertencias fueron ignoradas por los conspiradores.
En medio de esos preparativos, fueron detenidos cuatro miembros de la conspiración, incluido el organizador nacional Jesús Sierra Luoro. Todos fueron liberados poco días después. Tres de ellos se comunicaron con Tony y le explicaron que los habían soltado con la condición de que informaran sobre las actividades de la organización y que a Sierra le propusieron lo mismo con la advertencia de que si no cooperaban serían detenidos nuevamente y fusilados. Manuel Fernández Granda (Aníbal) siendo informado de la situación sospechó de Sierra, por no haber reportado lo sucedido. Lo sometió a un intenso interrogatorio y logró que confesara llorando que estaba colaborando con el G-2. Aníbal logró convencerlo de que diera información falsa a los agentes castristas, para confundirlos y ganar el tiempo necesario para escapar, pero los Órganos de Seguridad del Estado tenían a otro infiltrado de nombre Omar Fernández Rojas (Pucho).
El gobierno de Fidel Castro logró infiltrar hombres dentro de la organización, por lo que tenía pleno conocimiento de la operación. En la mañana del 30 de agosto de 1962 los principales dirigentes de la fallida insurrección ya habían sido detenidos. En total alrededor de 400 a 500 personas fueron detenidas por la conspiración, el gobierno los mantuvo incomunicados en la Fortaleza de San Carlos de La Cabaña.
Ignorante de la situación Tony Pons intento sin éxito comunicarse con Juan Carlos y otros jefes de grupo, así que se dirigió a la Cuarta Estación, como se acordó. Al llegar, la encontró rodeada por un contingente del ejército que incluía tanques y armamento de grueso calibre. La sublevación había fracasado. El descalabro fue profundo y desarticuló a todas las organizaciones que participaron. En medio del caos, Tony Pons asumió la jefatura militar y la de acción, pero sin recursos muy poco pudo hacer. La necesidad de obtener armas los obligó a robarse dos fusiles, y el G-2 consideró que los hermanos Carlos y Juan Salabarría estaban involucrados en el robo, por lo que intentó detenerlos en su casa, pero ambos jóvenes, en un descuido, escaparon por detrás. Sara Rodríguez, madre de los conspiradores fue detenida para obligarla a confesar el lugar donde se escondían sus hijos, pero antes de confesar se suicidó.

## Ejecuciones
Rápidamente se celebró un juicio sumario en el que Omar Fernández Rojas (Pucho) fue uno de los acusadores. Solo en el mismo 30 de agosto de fusilaron 75 personas, en los días sucedientes se fusilaron un total de 300 a 500 cubanos que integraban la conspiración. Fueron tantos que usaron 4 pelotones de fusilamiento a la vez, cada uno fusilaba a 4. Muchos de los condenados gritaron "“Viva Cristo Rey, Viva Cuba Libre, Muera el Comunismo, Muera Fidel, Viva la Agrupación Católica”. Fusilaron a los implicados en la conspiración en otras provincias y en Fortaleza de San Carlos de La Cabaña. Destacan los líderes de la conspiración, el coronel Margüelles y el capitán Evelio Álvarez, Juan Carlos Montes de Oca ye incluso a Jesús Sierra Luoro una vez descubrieron que era un doble agente.
La cantidad de ejecuciones fue mayor que la de los fusilados en las vísperas y días subsiguientes a la invasión de Bahía de Cochinos. Esta fue la Causa que más fusilados y prisioneros ha agrupado en la historia de la lucha contra el Gobierno de Fidel Castro, a pesar de que no se provocó ningún daño material ni nadie resultó lesionado. Los que no fueron ejecutados cumplieron largas penas de prisión.

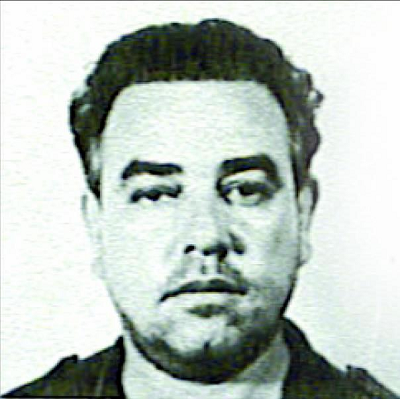
Ricardo Olmedo Moreno.

Evelio Francisco Pérez Menéndez fue fusilado más tarde, el 21 de septiembre del mismo año, fecha ordenada por el propio Fidel Castro.  Tras las ejecuciones de la Causa de Agosto, en la Fortaleza de San Carlos de La Cabaña hubo un receso en los fusilamientos que reiniciaron el 30 de mayo de 1963. A Ricardo Olmedo Moreno se le presionó para que apareciera en la televisión nacional y así disuadir a los opositores del régimen, pero él respondió: "No soy un artista, prefiero la muerte a un programa de televisión". Tuvo un diálogo con Fidel Castro en el que reprocho:
"Tu solo te amas a ti, ni a Raúl quieres. Eres inteligente y sabes que necesitas de la gente para lograr tus fines, por eso los toleras. Si no fueras tan vanidoso podrías hacer la revolución más linda del mundo, frente a todos los imperialismos y a favor de los cubanos. Pero tu no eres diferente a Batista, por eso te entiendes tambien con los comunistas, igual que Batista, sólo te diferencias de él en que tu amas más al poder que al dinero."
Fidel Castro le interrumpió "Coño, no me compares con ese negro de mierda." Ricardo continuo:
"Fidel, lo dicho, dicho queda. Me fusilarás, pero piensa que cada vez que fusiles a un revolucionario te encontrarás con la repulsa del mundo, de la gente que vale. Sé que moriré mañana. Pudo haber sido diferente de no haber sido delatado. Pierdo la vida, pero contento de no haberme traicionado ni de haber traicionado a nadie."
Ricardo Olmedo Moreno fue ejecutado por un pelotón de fusilamiento esa noche del 30 de mayo de 1963.